# Neurofenomenológia
A neurofenomenológia kutatási program, melynek fő célkitűzése, hogy az egyes szám első személyű, és a szubjektív élményről szóló beszámolókból nyert adatokat a kognitív idegtudomány módszereivel mért, harmadik személyű viselkedéses és neurofiziológiai adatokkal integrálva járuljon hozzá a tudatosság jobb megértéséhez.

## Előzményei
A neurofenomenológia fontos történeti előzménye a fenomenológia, a tapasztalat vizsgálatára szolgáló filozófiai irányzat. A jelenségeket a tudatosság számára megjelenő formájukban, szubjektív szemszögből vizsgálja. A fenomenológia hasznos lehet annak megértésében, hogy a jelenségek miként jelennek meg számunkra, és hogy hogyan tulajdonítunk nekik jelentést. Edmund Husserl munkássága az alapok megteremtésével indította el a mozgalmat. Husserl úgy vélte, hogy az elme tanulmányozása során rendkívül fontos tisztában lenni azzal, hogy a tudatosságot intencionalitás jellemzi, vagyis a tudatosság mindig valamire vonatkozik. Később Maurice Merleau-Ponty, francia filozófus kísérletet tett arra, hogy Husserl tudatos élményekről szóló fenomenológiáját integrálja a tudatosság megtestesülését, élő testbe ágyazottságát (embodiment) tárgyaló elméletekkel.
A neuropszichológia irányából Alexander Luria és OIiver Sacks tekinthetőek a neurofenomenológia előfutárainak. Luria „The man with a shattered world: The history of a brain wound” (eredeti megjelenés oroszul: „Потерянный и возвращенный мир: история одного ранения”, 1971), és Sacks „A férfi, aki kalapnak nézte a feleségét” műveikben esetleírásokon keresztül mutatták be az agysérülés hatását a páciensek életére, illetve azt, hogy a páciensek szubjektív tapasztalatában hogyan jelennek meg a sérülés okozta funkciókiesések. 
A fenomenológia és a tudatosságot kutató modern kognitív tudomány érdeklődése közös irányba mutat. Azonban, elsősorban a fenomenológia és az elmefilozófia által alkalmazott módszerek közötti eltérések folytán a két terület közötti párbeszéd igencsak ellentmondásos. A komputacionalista és reprezentacionalista kognitív tudomány ontológiai alapfeltevéseinek Hubert Dreyfus által megfogalmazott bírálata új irányokat jelölt ki az idegtudomány és egy embodied ontológia integrálásához. Dreyfus rámutatott, hogy a mesterséges intelligencia-kutatás mögött az a rejtett ontológiai alapfeltevés húzódik meg, hogy a világon minden tudás diszkrét egységekre bontható, és formális nyelven leírható. Az elme a tudás egységeit reprezentálja, és szabályok által vezérelt műveleteket végez rajtuk. Ebből az következik, hogy a helyzetek józan ésszel való felfogásához az elmének képesnek kell lennie hatalmas, már-már végtelen mennyiségű információ tárolására és azonnali mozgósítására. Ez pedig irreálisan nagy kapacitást követel meg. Dreyfus kétségbe vonta az ontológiai alapfeltevést, és felhívta a figyelmet arra, hogy azt alátámasztás nélkül fogadták el evidensnek a mesterséges intelligencia-kutatók. Megkérdőjelezte, hogy a tudás atomi egységekre bontható, és formalizálható. Szerinte az emberi viselkedés nem magyarázható reprezentációkon végzett, szabályok által vezérelt műveletekkel. Dreyfus amellett érvelt, hogy intelligencia nem létezhet önállóan, kontextus nélkül, mivel az a releváns tudás meghatározásával segíti a helyzetek értelmezését. Dreyfus munkája sok kognitív tudóst és idegtudóst inspirált a fenomenológia és az embodied kognitív tudomány tanulmányozására. Közéjük sorolható Walter Jackson Freeman idegtudós, kinek neurodinamikai elemzésein érezhető Merleau-Ponty hatása. 
Manapság mutatkoznak trendek, melyek elutasítják Dreyfus Husserl-értelmezését, mely Husserlt, mint őskomputacionalistát állítja be. Egyidejűleg még mindig nagy az érdeklődés Husserl fenomenológiájának az elmét kutató tudományokkal való integrálására, mint azt Evan Thompson „Mind in Life: Biology, Phenomenology, and the Sciences of Mind” című, 2007-ben megjelent munkája is tükrözi. E művében Thompson kísérletet tesz arra, hogy összekapcsolja az élet fenomenológiai szempontú megközelítését az autonóm, önszerveződő, önmagukat létrehozó rendszerek elméletével, valamint a tapasztalat fenomenológiai elemzését az embodied kognitív tudománnyal. A könyvben Thompson körüljárja, hogy miként alkalmazhatóak a fenomenológia módszerei többek között a test- és szelf-tudatosság, az észlelés, az időérzékelés, az érzelmek, valamint az interszubjektivitás vizsgálatára.

## A neurofenomenológia céljai
A neurofenomenológia mozgalom prominens alakja volt Francisco Varela, chilei biológus, idegtudós, filozófus. 1996-ban publikált, „Neurofenomenológia: a nehéz probléma módszertani orvoslása” című, nagy hatású programadó cikkében fektette le az irányelveket, melyeket alkalmazva közelebb lehet jutni a „nehéz probléma” megoldásához. A „nehéz probléma” (vagy magyarázati szakadék) a tudatosság természetben való elhelyezkedésének absztrakt metafizikai problémája: az a kérdés, hogy levezethető-e az objektív fizikai jelenségekből a szubjektív tapasztalat, és ha igen, miként.
Varela bírálta a tudatosságot kizárólag harmadik személyű (viselkedéses és/vagy neurofiziológiai) adatokra támaszkodva kutató irányzatokat, létfontosságúnak tartotta a tudat kutatásába a közvetlen tapasztalat tényként való bevezetését. Javasolta az alkalmazott módszerek kibővítését, mégpedig a tudathoz viszonyuló tudományos hozzáállás megújulásával: a fenomenológiát el akarta fogadtatni, be akarta építeni a módszerek közé. Szerinte a szubjektív tapasztalat azért marad rejtélyes a kognitív tudomány számára, mert az kirekeszti azt a vizsgálatokból. A neurofenomenológia szerint a tudatosság problémájának az a megközelítése, mely a lehető legnagyobb mértékben kívánja kontrollálni a szubjektív élmény változatosságát, és minimalizálni a szóbeli beszámolók szerepét, saját maga elé állít korlátokat.
A neurofenomenológia megtestesült (embodied) perspektívából közelíti meg a tudatosságot, az egy adott környezetbe ágyazott aktív organizmus sajátosságaként jelenik meg. Az megélt test az a terület, ahol a jelenségek mind a kognitív tudomány, mind a fenomenológia számára hozzáférhetőek.
Varela a neurofenomenológia számára a következő munkahipotézist fogalmazta meg: „A tapasztalat struktúrájának fenomenológiai leírásai és kognitív tudománybeli megfelelőik kölcsönös megszorításokon keresztül viszonyulnak egymáshoz.” Tehát gondolatrendszerében a tudatos tapasztalat nem vezethető vissza komputációs vagy neurobiológiai folyamatokra, az agy működése és a szubjektív élmény egyaránt fontosak.

## A neurofenomenológiai megközelítés fő pontjai

### Szubjektív beszámolók fejlesztése
A neurofenomenológia a precízebb és gazdagabb szubjektív adatok megszerzése érdekében speciális, úgynevezett egyes szám első személyű módszereket alkalmaz, melyek növelik a vizsgálati alanyok érzékenységét a pillanatról pillanatra változó tapasztalatra. Ezen technikák szisztematikusan fejlesztik a szelf-tudatosságra való képességet, hozzáférhetővé és leírhatóvá teszik a szubjektív élmény egyébként nem-tudatosuló, pre-verbális vonatkozásait. Ilyen módszerek három fő forrásból állnak a kutatók rendelkezésére, úgy mint a fenomenológia, a buddhista meditáció, valamint egyes pszichoterápiás technikák.

#### A fenomenológiai redukció
A fenomenológiai hagyományból származik a fenomenológiai redukciónak nevezett módszer. A mindennapi tapasztalatot automatikus gondolatok, hiedelmek színezik át. Azt az állapotot, amikor ezeknek nem vagyunk tudatában, és befolyásolják tapasztalatainkat, naiv beállítódásnak nevezik. A módszer lényege ezen hiedelmek felismerése, majd felfüggesztése. Így érhető el a fenomenológiai beállítódás, mely közvetlenebb tapasztalást, az élménnyel való egybeolvadást tesz lehetővé. Ebben az állapotban tárulnak fel a tapasztalat eredeti szerkezetei és kategóriái. A fenomenológiai redukció előfeltevése, hogy az ember tapasztalata egyetemes elvek szerint szerveződik. A fenomenológiai redukcióra való képességet gyakorolni és fejleszteni kell a szisztematikus kutatás érdekében, ez fokozott kutatói elkötelezettséget és befektetést kíván meg. Felmerülhet az az ellenvetés, hogy az élményeik leírására fenomenológiai kategóriák használatát gyakorló alanyok élményvilága és agyi dinamikája megváltozik a gyakorlás hatására. A kiképzett alanyokkal nyert adatok általánosíthatósága vitatható, de a neurofenomenológia szerint az alanyok kiképzése egy szükséges kompromisszum, mely által a szubjektív tapasztalat közölhetővé és rendszerezhetővé válik. 
A neurofenomenológiai megközelítés követői szerint a fenomenológiai redukció több, mint introspekció. Érvelésük szerint az introspekció azon az előfeltételezésen alapul, hogy a saját tapasztalat megfigyelése az észleléshez hasonló egyszerűséggel megvalósulhat. Azonban szerintük az introspekció által nem férhetünk hozzá közvetlenül tapasztalatunkhoz, mivel előzetes hiedelmeink torzítják azt. A fenomenológiai redukció ezen túlmenve magában foglalja az előzetes hiedelmekre való rátekintést, majd azok felfüggesztését. Azonban a  neurofenomenológia bírálói, például Tim Bayne szerint nincs jelentős különbség az introspekció és a kutatásokban megvalósuló fenomenológiai redukció között.

### Az agy, mint dinamikus komplex rendszer
A neurofenomenológia a komplex dinamikus rendszerek elméletét alkalmazza az idegrendszer megértéséhez. A hangsúlyt az idegrendszer egyes komponenseinek (specializált hálózatok, vagy neuronok osztályai) egyéni aktivitása helyett a közöttük lévő kapcsolatok dinamikus természetére helyezi. Ennek leírására kollektív neurális változókat alkalmaz, melyek az oszcilláló neuroncsoportok lokális és távoli fázis-szinkronizációinak változó mintázatait számszerűsítik az egyes frekvenciatartományokban. Ez a megközelítés egyébként nem a neurofenomenológia sajátja, klasszikus kutatások során is alkalmazzák ezt az eljárást. A neurofenomenológia azt feltételezi, hogy ezek a nagyarányú szinkronizációs folyamatok felelősek a tudatosság élményéért. 
A pszichológiai kísérletek során az agyi aktivitás magas változatosságot mutat próbáról próbára. A klasszikus kutatások többségében ezt a varianciát különféle külső, de nem az élményre vonatkozó változók szempontjából elemzik. Ilyen változók lehetnek például a hibázás, a szemmozgás, a feladat megoldásáról szóló beszámoló, vagy [Autonóm idegrendszer|vegetatív] mutatók. Azonban ezen változók figyelembevétele után továbbra is nagy változatosság található az adatokban, melyre mint zajra tekintenek, és sok próba átlagolásával igyekeznek kiszűrni. Ellenben ez a variabilitás a neurofenomenológia szerint lényeges információkat hordoz, ha az alanyok szubjektív élményeit is számításba vesszük.

### Az egyes szám első személyű és az egyes szám harmadik személyű adatok integrálása
A neurofenomenológia újdonsága abban rejlik, hogy a szubjektív élmény egyes szám első személyű leírásait a kognitív idegtudomány módszereit is alkalmazó vizsgálatokban hangsúlyosan szerepelnek, nem csupán kiegészítő, heurisztikus információként. Ezen adatok segítségével válhatnak megragadhatóvá olyan fiziológiai folyamatok, melyeket máskülönben nem lennének feltárhatóak. Az egyes szám első személyű és az egyes szám harmadik személyű adatok közötti kapcsolat megteremtéséhez létre kell hozni olyan élmény-helyzeteket, melyben az alanyok aktívan azonosítanak és leírnak élmény-kategóriákat. 
Varela elgondolása szerint a szubjektív élmény is egy dinamikus rendszer. A neurofenomenológia távlati célja az élmények formális nyelven való megfogalmazása, hisz így a dinamikus rendszer paradigma kereteiben válna lehetővé a fenomenológiai és az idegtudományi adatok integrálása. Ehhez a fenomenológiai beszámolók matematikai kifejezésekkel való leírását lehetővé tevő módszer kialakítása, illetve a testi-agyi dinamika időbeli sorozatának a szubjektív élmény időbeli sorozatával való összevetése szükséges.

## A neurofenomenológia kritikája
A neurofenomenológiát bírálat érte az általa alkalmazott egyes szám első személyű módszerek alacsony megbízhatósági foka, valamint a beígért forradalmi előrelépés elmaradása miatt. 
Tim Bayne szerint vitatható, hogy a kísérletekben megvalósított fenomenológiai redukció mennyiben több puszta introspekciónál. Szerinte a különbség talán az, hogy a fenomenológiát érdeklik az esszenciák, a tudat invariáns szerkezete. Azonban annak meghatározása, hogy mi számít a tudat invariáns szerkezetének, problémás és nem tisztázott. Bayne szükségét látja a bővebb kifejtését és alátámasztását a fenomenológiai módszer egyedülállóságának és megbízhatóságának.
Bayne szerint a neurofenomenológiai kutatások nagyon ígéretesen távolodtak el a standard kísérleti eljárástól, azonban mégsem hoztak jelentős módszertani előrelépést, mert a vizsgálati alanyok valójában egyszerű introspekció útján írták le élményeiket. A neurofenomenológia, bár módszereivel aprólékos és precíz leírást ad a szubjektív élményről, nem oldotta meg a „nehéz problémát”, azonban egy jó irányt vázolt fel a tudat vizsgálatához. Jelentősége abban áll, hogy felhívta a kognitív tudomány figyelmét arra, hogy a szubjektív beszámolókra érdemes nagyobb mértékben támaszkodnia. 
Módszertanilag kritizálható, hogy az egyes szám első személyű technikák nem tudják garantálni az alanyok tévedhetetlenségét, vagy a kutatók kritikus, semleges hozzáállását. A neurofenomenológia szerint ezek a módszerek még e gyengeségükkel együtt is szükségesek és hasznosak, mivel segítenek a tapasztalat egyébként nem megragadható vonatkozásainak megragadásában, mely elengedhetetlen a kifinomult egyes szám első személyű adatok gyűjtéséhez. 
A fenomenológiai és az idegtudományi adatok közötti reciprok okozati viszony ellentmondásban áll a neurofenomenológiához szorosan kapcsolódó embodied szemlélettel, mely szerint a tudatosság csak egy környezetében aktív élőlényben lehetséges. Ezen ellentmondás feloldása kihívás a kutatók számára.
A neurofenomenológia azáltal akarja áthidalni a magyarázati szakadékot, hogy formális modellek alkalmazásával egy szinten fejezi ki a fenomenológiai és az idegtudományi adatokat. A jelenleg adott módszerek nem képesek a szubjektív beszámolókból formális modelleket készíteni. De még ha sikerülne is létrehozni a két forrásból származó adatokat integráló formális modelleket, az csupán hatékony predikciókat tenne lehetővé, de a magyarázati szakadékot nem hidalná át.

## Fordítás
- Ez a szócikk részben vagy egészben  a   Neurophenomenology című angol Wikipédia-szócikk fordításán alapul.  Az eredeti cikk szerkesztőit annak laptörténete sorolja fel. Ez a jelzés csupán a megfogalmazás eredetét és a szerzői jogokat jelzi, nem szolgál a cikkben szereplő információk forrásmegjelöléseként.

## Külső hivatkozások
- Chalmers és Dennett vitája: The Fantasy of First-Person Science
- Neurofenomenológia
- Francisco Varela: Neurofenomenológia: a nehéz probléma módszertani orvoslása cikke magyarul, Szigeti Attila fordításában